# Wspólnota administracyjna Rötha
Wspólnota administracyjna Rötha (niem. Verwaltungsgemeinschaft Rötha) – dawna wspólnota administracyjna w Niemczech, w kraju związkowym Saksonia, w powiecie Lipsk. Siedziba wspólnoty znajdowała się w mieście Rötha. Do 29 lutego 2012 należała do okręgu administracyjnego Lipsk. 1 sierpnia 2015 wspólnota została rozwiązana.
Wspólnota administracyjna zrzeszała jedną gminę miejską oraz jedną gminę wiejską: 
- Espenhain
- Rötha